# كنيسة الثالوث (فولشنسكي)
كنيسة الثالوث (بالروسية: Церковь Троицы Живоначальной or Свято-Троицкая церковь)، هي كنيسة روسية أرثوذكسية تقع في نجع فولشنسكي، منطقة كامنسكي، روستوف أوبلاست، روسيا، اكتمل بناؤها سنة 1892.

## تاريخ
تم الانتهاء من بناء كنيسة الثالوث في مزرعة فولتشينسكي في عام 1892. بنيت الكنيسة في شكل صليب غير متكافئ مع برج ناقوس من مستويين. وفي العام نفسه، بناء على إذن من المجمع المقدس، أنشئت رعية مستقلة للكنيسة. عقدت الخدمة الأولى هناك في عيد الثالوث. في عام 1894 بدأت مدرسة الرعية العمل هناك، ولاحقا، في ظل الحكومة السوفيتية، تم تحويلها إلى المدرسة لمدة سبع سنوات.
وقد تم بناء الكنيسة بأموال جمعها السكان المحليون واستمرت لمدة ثماني سنوات تقريبا. وكان الأب ميخائيل أول قسيس عمل هناك.
تم إغلاق الكنيسة في عام 1938. وفتحت خلال الاحتلال النازي، ولكن في عام 1961 أغلقت مرة أخرى، واستخدمت مبانيها مخزناْ.
في 3 سبتمبر 2008، أقيمت صلبان على قبة الكنيسة، وفي عام 2010 تم تثبيت أجراس. في 13 سبتمبر 2011، أقام الأب بافل ليتورجيا احتفالية.
اعتبارا من عام 2015، يتم إعادة بناء الكنيسة.